# Futbolniy Klub Chornomorets
Chornomorets Odessa é um time de futebol da cidade de Odessa na Ucrânia. Já foi um dos grandes clubes da Ucrânia junto com Dynamo e Shakhtar, mas nos últimos anos já foi até rebaixado para a segunda divisão ucraniana.

## Títulos
- Copa da Ucrânia: 1991-92 e 1993-94.
- Copa da Federação URSS de Futebol: 1990.